# Winkys hemlighet
Winkys hemlighet (nederländska: Het paard van Sinterklaas) är en nederländsk-belgisk barnfilm från 2005 regisserad av Mischa Kamp.
Filmen fick 2007 en uppföljare i Winky och jakten på den försvunna hästen.

## Handling
Sexåriga Winky Wong och hennes mamma har precis flyttat till en liten holländsk kuststad där Winkys pappa äger en kinesisk restaurang. I början är det svårt för Winky att lära sig det nya språket och skaffa nya kompisar. Efter en särskilt jobbig dag i skolan stöter Winky på en liten ponny, som hon börjar hälsa på. Men Winkys föräldrar delar inte hennes nyfunna intresse.

## Rollista
| Roll                    | Skådespelare       | Svensk röst                                             |
| ----------------------- | ------------------ | ------------------------------------------------------- |
| Winky Wong              | Ebbie Tam          | Jessika Liu                                             |
| farbror Siem            | Jan Decleir        | Lars Edström                                            |
| faster Cor              | Betty Schuurman    | Cecilia Nilsson                                         |
| Winkys pappa            | Aaron Wan          | Jan Mybrand                                             |
| Winkys mamma            | Hanyi Han 韩奕     | Ding Xiu Liu                                            |
| Samir                   | Mamoun Elyounoussi | Hamadi Khemiri                                          |
| Sofie                   | Sallie Harmsen     | Emilia Brown                                            |
| Maaike                  | Nori de Winter     | Aurora Roald                                            |
| Juf Sigrid              | Anneke Blok        | Kajsa Reingardt                                         |
| Sankta Klas i varuhuset | Jan Decleir        | Bert Rolfart                                            |
| matexperten             | Antoin Cox         | Bert Rolfart                                            |
| Sofies pappa            | Peter Bolhuis      | Stephan Karlsén                                         |
| Piet                    | Henry van Loon     | Stephan Karlsén                                         |
| Maaikes mamma           | Katrien Pijnenborg | Vanja Blomkvist                                         |
| Joris                   | Lorentz Teufer     | Styrbjörn Roald                                         |
| skolkamrater            |                    | Nils Börner Saga Guldager Sandra Hemsjö Milton Rehnlund |

- Översättning, bearbetning och dialogregi ― Lars Edström
- Ljudtekniker/Mixtekniker ― Erik Guldager
- Producent ― Mari-Anne Barrefelt
- Svensk version producerad av Barrefelt Produktion[13]

## Produktion
Filmen producerades av Bos Bros. Film och MMG NV och spelades in i februari 2005 i Noordwijkerhout.